# Разбойниците на Новото време
Разбойниците на Новата епоха е бивш кеч отбор.
Оригинално познати като Разбойниците на Новата епоха в World Wrestling Federation (WWF) и биещи се под сценичните имена „Роуд Дог“ Джеси Джеймс и „Задника“ Били Гън, дуото получи висок успех и станаха екстремно популярно през 1990-те като членове на второто въплъщение на кеч формацията Дегенерация Х. Компанията определя Джеймс и Гън като „популярното дуо на Атитюд Ерата на WWE.“ По същото време, Разбойниците получиха третото най-високо продаване на покупки в WWF след Ледения Стив Остин и Скалата.
След раздялата им с WWF, отбора се би в някои компании, най-много Total Nonstop Action Wrestling където, под имената Би Джи Джеймс и Кип Джеймс, те се биха заедно като Бандата на Джеймс и след това като Вуду Кин Мафията, последната от които беше игра на инициалите на бившия им шеф в WWF Винс Кенеди Макмеън. Отборът се завърна до частично активно участие в WWE под оригиналното си име през 2013 (и двата члена също имаха пълна работа зад кадър в компанията).
Те са шесткратни отборни шампиони в WWE, носители на Отборните титли на WWF пет пъти и Отборните титли на WWE веднъж.

## В кеча
- Отборни финални ходове
  - Double flapjack хвърлен на hangman – 1997–1998
  - Spike piledriver
- Мениджъри
  - Хонки Тинк Мен
  - Трите Хикса
  - Чайна
  - Шон Майкълс
  - Тори
  - Екс Пак
  - Ланс Хойт (TNA)
  - Рокси Левьо (TNA)
- Входни шесни
  - „Oh, You Didn't Know?“ на Джим Джонстън (1997-2000, 2011-2015)
  - „Break It Down“ на The DX Band (1998-1999, 2012; използвана докато част от Дегенерация Х)
  - „You Ain't Hard“ на Bad Ass и Techniec
  - „Nobody Moves“ на Dale Oliver[6] (2006)
  - „In My House“ на Dale Oliver (2006-2008)

## Шампионски титли и отличия
- Maryland Championship Wrestling
  - Отборни шампиони на MCW Tag Team Championship (1 път)[7]
- Pro Wrestling Illustrated
  - PWI ги класира като #43 от топ 100 най-добри отбора в PWI Years през 2003[8]
  - Отбор на годинанта (1998)[9]
- Total Nonstop Action Wrestling
  - Feast or Fired (2007 – договора за Световните отборни титли) – Би Джи Джеймс
- TWA Powerhouse
  - Отборни шампиони на TWA (1 път)[10]
- World Wrestling Federation/WWE
  - Отборни шампиони на WWE (1 път)[11]
  - Хардкор шампион на WWF (3 пъти) – Роуд Дог (1) и Били Гън (2)[12]
  - Интерконтинентален шампион на WWF (2 пъти) – Роуд Дог (1)[13] и Били Гън (1).
  - Отборни шампиони на WWF (5 пъти)[14][15][16][17][18]

## Източниици
1. 1 2 3 4 5 6 7 8 9  James Gang Profile //   Online World Of Wrestling. Посетен на 26 април 2008.
2. ↑  Road Dogg: WWE.com //   WWE.com. Посетен на 25 февруари 2014.
3. ↑  Billy Gunn: WWE.com //   WWE.com. Посетен на 25 февруари 2014.
4. ↑  Billy Gunn WWE profile
5. ↑  The original text of an interview on WWF.com in which the interviewer references the sales of New Age Outlaws merchandise
6. ↑  s,w, p,b, v&results_pp=25&start=1  James Gang w/ BG Intro (Nobody Moves) //   The American Society of Composers, Authors and Publishers. Посетен на 20 юни 2010.
7. ↑  MCW Tag Team Championship history
8. ↑  Pro Wrestling Illustrated's Top 100 Tag Teams of the PWI Years //   Wrestling Information Archive.  Архивиран от оригинала на 2011-09-21. Посетен на 5 август 2008.
9. ↑  Pro Wrestling Illustrated Award Winners – Tag Team of the Year //   Wrestling Information Archive.  Архивиран от оригинала на 2011-05-22. Посетен на 5 август 2008.
10. ↑  TWA Tag Team Championship History //    Архивиран от оригинала на 2010-01-17. Посетен на 11 октомври 2010.
11. ↑  The New Age Outlaws' first WWE Tag Team Championship reign //    Архивиран от оригинала на 2014-05-02. Посетен на 2016-05-02.
12. ↑  WWE Hardcore Championship history
13. ↑  Road Dogg's first Intercontinental Championship reign //    Архивиран от оригинала на 2013-02-11. Посетен на 2016-05-02.
14. ↑  The New Age Outlaws' first World Tag Team Championship reign //    Архивиран от оригинала на 2012-10-24. Посетен на 2016-05-02.
15. ↑  The New Age Outlaws' second World Tag Team Championship reign //    Архивиран от оригинала на 2012-10-23. Посетен на 2016-05-02.
16. ↑  The New Age Outlaws' third World Tag Team Championship reign //    Архивиран от оригинала на 2012-05-23. Посетен на 2016-05-02.
17. ↑  The New Age Outlaws' fourth World Tag Team Championship reign //    Архивиран от оригинала на 2012-10-24. Посетен на 2016-05-02.
18. ↑  The New Age Outlaws' fifth World Tag Team Championship reign //    Архивиран от оригинала на 2012-10-24. Посетен на 2016-05-02.